# Георги Урумов
Георги Урумов е български възрожденски просветен деец и общественик в Македония.

## Биография
Георги Урумов е роден в град Радовиш, тогава в Османската империя. Активно участва в обществения живот на българите в Петричко. Учителства в село Елешница, където през 1872 година разкрива първото новобългарско училище в казата. Член е на Петричката българска община. Като неин представител на 20 май 1878 година, заедно със Стоян Георгиев, подписва в Солун Мемоара до Великите сили с искане за прилагане на Санстефанския договор и неоткъсване на Македония от новосъздадената българска държава. През 1881 година няколко петрички семейства, канят Георги Урумов да отвори закритото през 1876 година българско училище в града. Той не успява и е принуден да напусне Петрич.
В началото на 80-те години заедно с други петричани, подава пред Високата порта в Цариград молба за отмяна на ангарията. За дръзката си постъпка Георги Урумов и Анго Василев от Петрич са арестувани и заточени в Диарбекир, Мала Азия. Тук поради тежките затворнически условия, по-късно почива.
Името му носи улица в Петрич.